# لي توملين
لي توملين (بالإنجليزية: Lee Tomlin) مواليد 12 يناير 1989 في لستر، هو لاعب كرة قدم إنجليزي يلعب مع نادي بورنموث كلاعب وسط. مثّل منتخب إنجلترا لكرة القدم.

## مرحلة الشباب

### أندية لعب لها
- ليستر سيتي
- روشدين ودايموندز

## المسيرة الاحترافية

### أندية لعب لها
- روشدين ودايموندز
- نادي ميدلزبره
- نادي بورنموث

## روابط خارجية
- لي توملين على موقع قاعدة بيانات كرة القدم.إي يو (الإنجليزية)
- لي توملين على موقع Soccerbase.com (لاعب) (الإنجليزية)
- لي توملين على موقع Soccerway.com (الإنجليزية)
- لي توملين على موقع عالم كرة القدم.نت (الإنجليزية)
- لي توملين على موقع AS.com (الإسبانية)